# Composizioni di Antonín Dvořák

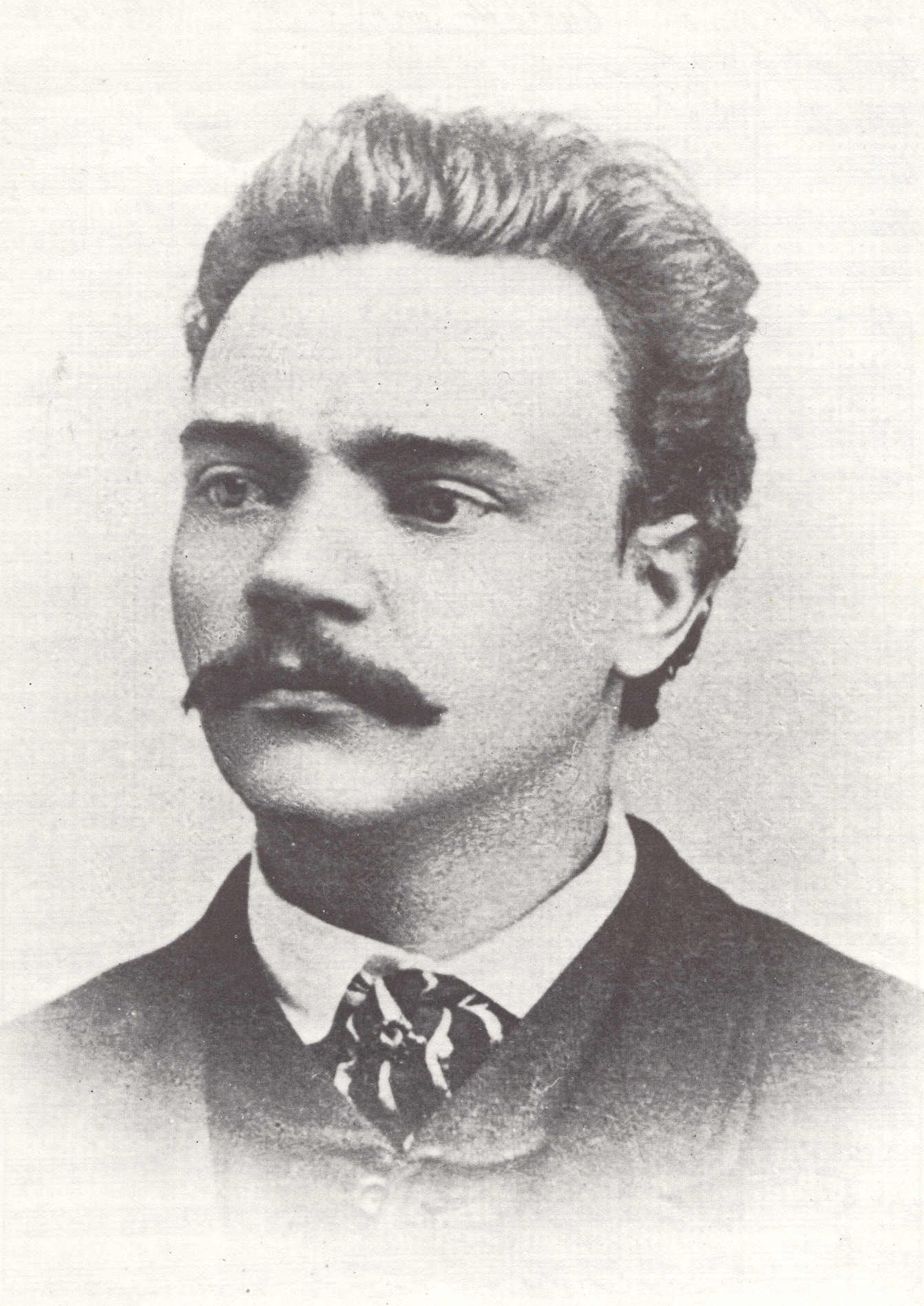
Dvořák nel 1868.

Lista delle composizioni di Antonín Dvořák (1841-1904) ordinate per genere.

## Musica orchestrale

### Sinfonie
- 1865 Sinfonia n. 1 in Do minore Le Campane di Zlonice
- 1865 Sinfonia n. 2 in Si bem. maggiore op. 4
- 1873 Sinfonia n. 3 in Mi bem. maggiore op. 10
- 1874 Sinfonia n. 4 in Re minore op. 13
- 1875 Sinfonia n. 5 in Fa maggiore op. 76 - (n. 3 nella vecchia numerazione)
- 1880 Sinfonia n. 6 in Re maggiore op. 60 - (n. 1 nella vecchia numerazione)
- 1885 Sinfonia n. 7 in Re minore op. 70 - (n. 2 nella vecchia numerazione)
- 1889 Sinfonia n. 8 in Sol maggiore op. 88 - (n. 4 nella vecchia numerazione)
- 1893 Sinfonia n. 9 in Mi minore op. 95 Dal nuovo mondo - (n. 5 nella vecchia numerazione)

### Poemi sinfonici
- 1896 Vodnik - Il folletto delle acque -  poema sinfonico op. 107
- 1896 Polednice - La strega di mezzogiorno - poema sinfonico op.108
- 1896 Zlaty kolovrat - L'arcolaio d'oro - poema sinfonico op.109
- 1896 Holoubek - La colomba selvatica - poema sinfonico op.110
- 1897 Pisen bohatýrská - Canto d'eroe - poema sinfonico op. 111

### Ouverture
- 1891 Nel regno della natura op. 91
- 1891 Ouverture Carnaval op. 92
- 1892 Othello op. 93

### Altre composizioni per orchestra
- 1875 Serenata in Mi maggiore per archi op. 22
- 1877 Variazioni sinfoniche op. 78
- 1878 Danze slave op. 46 (prima serie)
- 1878 Bagatelle per due violini, violoncello ed harmonium op. 47
- 1879 Suite Ceca "Danza Boema"
- 1883 Scherzo capriccioso per orchestra op. 66
- 1886 Danze slave op. 72 (seconda serie)

### Concerti
- 1865 Concerto per violoncello e orchestra n.1 in La maggiore
- 1876 Concerto per pianoforte e orchestra in Sol minore op. 33
- 1880 Concerto per violino e orchestra in La minore op. 53
- 1895 Concerto per violoncello e orchestra n.2 in Si minore op. 104

## Musica da camera

### Composizioni per pianoforte
- 1881 Legendy - Leggende op. 59
- 1883 Ze Šumavy - Dalla Foresta Boema op. 68
  - 1883 Klid - La calma del bosco op. 68/5

### Trii, quartetti, quintetti e sestetti
- Quintetto per archi n. 1 in la minore op. 1 (1861)
- Quartetto per archi n. 1 in la maggiore op. 2 B. 8 (1862)
- Quartetto per archi n. 2 in si bemolle maggiore B. 17 (1869-1870)
- Quartetto per archi n. 3 in re maggiore B. 18 (1869-1870)
- Quartetto per archi n. 4 in mi minore B. 19 (1870)
- Quintetto n. 1 per pianoforte e archi in la maggiore op. 5 B. 28 (1872)
- Quartetto per archi n. 5 in fa minore op. 9 B. 37 (1873)
- Quartetto per archi n. 6 in la minore op. 12 B. 40 (1873)
- Quartetto per archi n. 7 in la minore op. 16 B. 45 (1874)
- Trio n. 1 per pianoforte, violino e violoncello in si bemolle maggiore op. 21 (1875)
- Quartetto n. 1 per pianoforte e archi in re maggiore op. 23 B. 53 (1875)
- Quintetto per archi n. 2 in sol maggiore op. 77 (1875)
- Trio n. 2 per pianoforte, violino e violoncello in sol minore op. 26 (1876)
- Quartetto per archi n. 8 in mi maggiore op. 80 B. 57 (1876)
- Quartetto per archi n. 9 in re minore op. 34 B.75 (1877)
- Bagatelle per due Violini, Violoncello e Harmonium op. 47 (1878)
- Sestetto per archi in la maggiore op. 48 (1878)
- Quartetto per archi n. 10 in mi bemolle maggiore op. 51 B. 92 (1879)
- Quartetto per archi n. 11 in do maggiore op. 61 B. 121 (1881)
- Trio n. 3 per pianoforte, violino e violoncello in fa minore op. 65 (1883)
- Terzetto per due Violini e Viola in do maggiore op. 74 (1887)
- Quattro Pezzi Romantici per violino e pianoforte op. 75 (1887)
- Quintetto n. 2 per pianoforte e archi in la maggiore op. 81 B. 155 (1887)
- Quartetto n. 2 per pianoforte e archi in mi bemolle maggiore op. 87 B. 162 (1889)
- Trio n. 4 per pianoforte, violino e violoncello in mi minore op. 90 "Dumky" (1891)
- Rondò per violoncello e pianoforte in sol minore op. 94 (1891)
- Quartetto per archi n. 12 in fa maggiore op. 96 B. 179 "Americano" (1893)
- Quintetto per archi n. 3 in la maggiore op. 97 (1893)
- Sonatina per violino e pianoforte in sol maggiore op. 100 (1893)
- Quartetto per archi n. 13 in sol maggiore op. 106 B. 192 (1895)
- Quartetto per archi n. 14 in la bemolle maggiore op. 105 B. 193 (1895)

## Musica sacra
- 1876-1877 Stabat Mater op.58
- 1877 Ave Maria op. 19b
- 1885-1886 Santa Ludmilla oratorio op. 71
- 1890 Messa in Re maggiore op. 86
- 1890 Requiem op. 89
- 1892 Te Deum op. 103

## Opere liriche
(in ordine alfabetico)
La tabella che segue è tratta dal catalogo:
Jarmil Burghauser:
Antonín Dvořák. Thematic Catalogue. Bibliography. Survey of Life and Work -
Prague, Export Artia, 1960
1870,	
Alfred (Alfredo)
Opera eroica in tre atti
1903,	
Armida. Zpevohra o ctyri dejstvích (Armida)
Opera in quattro atti
Libretto: Jaroslav Vrchlický
Tratto dalla Gerusalemme liberata di Torquato Tasso
1882,	
Dimitrij
Opera storica in quattro atti
prima versione
Libretto: Marie Cervinková-Riegrová
1882,	
Dimitrij. Historická opera ve Ctyri jednáních
Opera storica in quattro atti
Seconda versione
Libretto: Marie Cervinková-Riegrová
1877?	
Šelma sedlák. Komická opera o dva jednáních (Il contadino furbo)
Opera comica in due atti
Libretto: J. O. Veselý
1899,	
Čert a Káča (Il Diavolo e Caterina)
Opera comica in tre atti
Libretto: Adolf Wenig
1888,	
Il Giacobino (Jakobín. opera o trech dejstv&iacutech)
Opera in tre atti
prima versione
Libretto: Marie Cervinková-Riegrová e Frantisek Ladislav Rieger
1897,	
Il Giacobino (Jakobín. opera o trech dejstv&iacutech)
Opera in tre atti
Seconda versione
Libretto : Marie Cervinková-Riegrová
1871,	
Il re e il carbonaio (Král a uhlír Komická. opera o trech dejstv&iacutech)
Opera comica in tre atti
prima versione
Libretto : Bernard J. Lobeský
1871,	
Il re e il carbonaio (Král a uhlír Komická. opera o trech dejstv&iacutech)
Opera comica in tre atti
seconda versione
Libretto : Bernard J. Lobeský
1887,	
Il re e il carbonaio (Král a uhlír Komická. opera o trech dejstv&iacutech)
Opera comica in tre atti
Terza versione
Libretto: Bernard J. Lobeský
1900,	
Rusalka. Lyrická pohádka o trech jednáních (Rusalka)
Fiaba lirica in tre atti
Libretto: Jaroslav Kvapil
1874,	
Tvrdé palice (Teste dure)
Opera comica in un atto
Libretto : Josef Stolba
1875,	
Vanda. Tragická opera o peti dejstv&iacutech (Vanda)
Opera tragica in cinque atti
Libretto: Václav Benes Sumavský